# Calcareoboea coccinea
Calcareoboea coccinea là một loài thực vật có hoa trong họ Tai voi. Loài này được C.Y.Wu mô tả khoa học đầu tiên năm 1982.